# Porricondyla rufescens
Porricondyla rufescens är en tvåvingeart som beskrevs av Panelius 1965. Porricondyla rufescens ingår i släktet Porricondyla och familjen gallmyggor. Inga underarter finns listade i Catalogue of Life.